# برادیسیسم

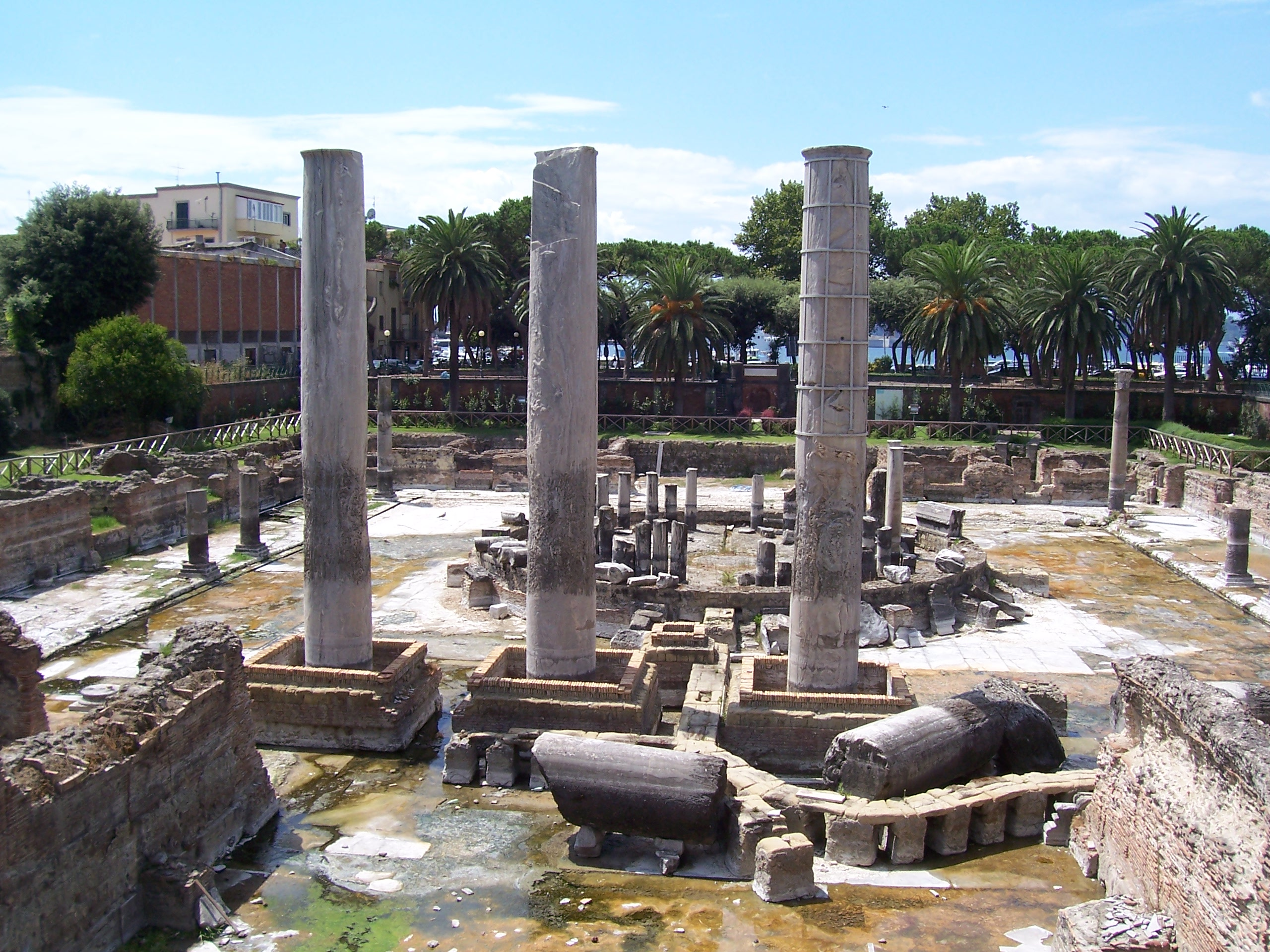
"Serapium" یا Macellum Pozzuoli اثرات برادیزیسم را نشان داد.

برادیسیسم ، بالا آمدن تدریجی (برادی‌سیسم مثبت) یا فرود (برادی‌سیسم منفی) بخشی از سطح زمین است که در اثر پر شدن یا خالی شدن یک محفظه ماگمایی زیرزمینی یا فعالیت هیدروترمال، به‌ویژه در کالدراهای آتشفشانی، ایجاد می‌شود. می تواند هزاران سال در بین فوران ها باقی بماند. رویداد بالا آمدگی معمولاً با هزاران زلزله کوچک تا متوسط همراه است.  این کلمه از کلمات یونانی باستان βραδύς bradús به معنای "آهسته" و σεισμός seismós به معنای "حرکت" گرفته شده است و توسط Arturo Issel در سال 1883 ابداع شد.   